# Nowoandrijiwka (obwód kirowohradzki)
Nowoandrijiwka (ukr. Новоандріївка) – wieś na Ukrainie, w obwodzie kirowohradzkim, w rejonie kropywnyckim, w hromadzie Nowhorodka. W 2001 liczyła 677 mieszkańców, spośród których 661 wskazało jako ojczysty język ukraiński, 9 rosyjski, 5 mołdawski, a 2 ormiański.